# Tapenade

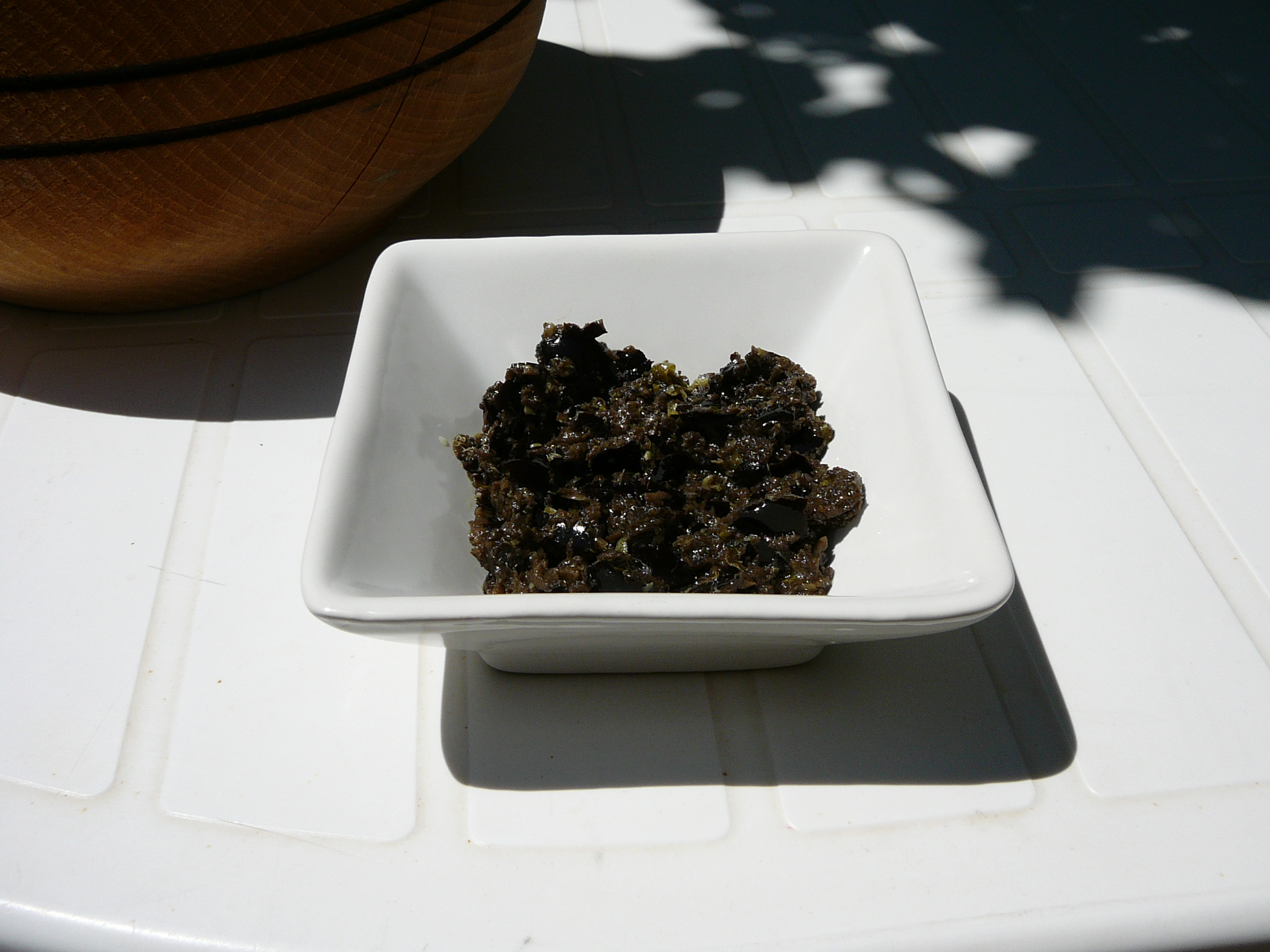
Tapenade, klaar om gegeten te worden

Tapenade is een dikke koude saus bereid uit olijven en kappertjes. Van oorsprong is het een Provençaals product. De naam is afkomstig van tapéno, Provençaals voor kappertje.
Volgens Van Dam dateert de vroegst bekende publicatie van het recept van rond 1895 (in Rebouls Cuisinière Provençale), waarbij als bedenker Meynier wordt genoemd, van La Maison Dorée in Marseille. In dat recept worden kappertjes, zwarte olijven, ansjovis, gemarineerde tonijn en mosterd fijngemalen en vermengd met olijfolie, cognac en Provençaalse kruiden. Inmiddels bestaan er vele varianten, die vaak  weinig op het oorspronkelijke recept lijken.
Tapenade wordt ook vaak gebruikt in de keuken in andere Europese landen, onder andere als borrelhapje (op een toastje), broodbeleg, pastasaus en dressing.
Tapenade is een van de vele dikke koude sauzen die in de mediterrane keuken gebruikt worden. Veelal worden al deze sauzen (bijvoorbeeld tomatentapenade en pesto) verkocht onder de noemer tapenade. Merk op dat pesto een saus op basis van basilicum is.